# David E. Stone
Pour les articles homonymes, voir David Stone.
David Edwin Stone (MPSE - CSA) est un monteur son américain né le 11 décembre 1947  à Philadelphie (Pennsylvanie).

## Biographie
David Stone à l'origine veut devenir dessinateur pour les films d'animation. Après avoir obtenu son diplôme de beaux-arts à l'Université Cornell à Ithaca dans l'État de New York, il décide d'aller à Los Angeles et de devenir animateur. Il y trouve un travail chez Hanna-Barbera Productions et y découvre l'univers de la sonorisation.
Il commence alors à travailler sur des dessins animés, comme Scooby-Doo ou Les Pierrafeu, puis sur des émissions de télévisions, puis enfin sur des films pour le cinéma. Il collaborera ainsi avec des réalisateurs comme Steven Spielberg, Quentin Tarantino, Joe Dante ou Steven Soderbergh.
Il enseigne le design sonore au Savannah College of Art and Design.

## Filmographie (sélection)
- 1981 : Halloween 2 de Rick Rosenthal
- 1983 : Christine (John Carpenter's Christine) de John Carpenter
- 1983 : Dead Zone (The Dead Zone) de David Cronenberg
- 1983 : Osterman week-end (The Osterman Weekend) de Sam Peckinpah
- 1983 : La Quatrième Dimension (Twilight Zone: The Movie) de John Landis, Steven Spielberg, Joe Dante et George Miller
- 1984 : 2010 : L'Année du premier contact (2010) de Peter Hyams
- 1984 : Gremlins de Joe Dante
- 1985 : Une créature de rêve (Weird Science) de John Hughes
- 1986 : Star Trek 4 : Retour sur Terre (Star Trek IV: The Voyage Home) de Leonard Nimoy
- 1986 : L'Affaire Chelsea Deardon (Legal Eagles) d'Ivan Reitman
- 1986 : Top Gun de Tony Scott
- 1986 : Crossroads de Walter Hill
- 1987 : Predator de John McTiernan
- 1988 : Piège de cristal (Die Hard) de John McTiernan
- 1988 : Poltergeist 3 de Gary Sherman
- 1988 : Willow de Ron Howard
- 1988 : Beetlejuice de Tim Burton
- 1989 : La Guerre des Rose (The War of the Roses) de Danny DeVito
- 1989 : Great Balls of Fire! de Jim McBride
- 1989 : Indiana Jones et la Dernière Croisade (Indiana Jones and the Last Crusade) de Steven Spielberg
- 1989 : Sexe, Mensonges et Vidéo (Sex, Lies, and Videotape) de Steven Soderbergh
- 1990 : Edward aux mains d'argent (Edward Scissorhands) de Tim Burton
- 1990 : Gremlins 2 : La Nouvelle Génération (Gremlins 2: The New Batch) de Joe Dante
- 1991 : La Belle et la Bête (Beauty and the Beast) de Gary Trousdale et Kirk Wise
- 1992 : Dracula (Bram Stoker's Dracula) de Francis Ford Coppola
- 1992 : Batman : Le Défi (Batman Returns) de Tim Burton
- 1992 : Reservoir Dogs de Quentin Tarantino
- 1993 : Malice d'Harold Becker
- 1994 : Danger immédiat (Clear and Present Danger) de Phillip Noyce
- 1994 : Speed de Jan de Bont
- 1995 : Dingo et Max (A Goofy Movie) de Kevin Lima
- 1995 : Dolores Claiborne de Taylor Hackford
- 1996 : Les Fantômes du passé (Ghosts of Mississippi) de Rob Reiner
- 1998 : La Cité des anges (City of Angels) de Brad Silberling
- 1999 : La Ligne verte (The Green Mile) de Frank Darabont
- 2001 : Ocean's Eleven de Steven Soderbergh
- 2001 : Training Day d'Antoine Fuqua
- 2001 : Ghosts of Mars de John Carpenter
- 2003 : Les Looney Tunes passent à l'action (Looney Tunes: Back in Action) de Joe Dante
- 2004 : Ocean's Twelve de Steven Soderbergh

## Distinctions

### Récompenses
- Oscars 1993 : Oscar du meilleur montage de son pour Dracula